# Ripley Castle
Ripley Castle er et country house fra 1300-tallet i Ripley, North Yorkshire, England knap 5 km nord for Harrogate. Det er en listed building af første grad.
Bygningen er opført i kvadersten med skifertag. Den centrale to-etagers bygning har et tårn i den ene ende, og et tre-etager længe på den anden. Portbygningen står omkring 80 m syd for hovedbygningen, og det er også en listed building, mens de to dæmninger over Ripley bæk (og broen over dem) er listed af anden grad. Haveanlægget og jorden omkring er listed af anden grad.
Det har været sæde for Ingilby baronets i flere århundreder.